# Van Cortlandt Park

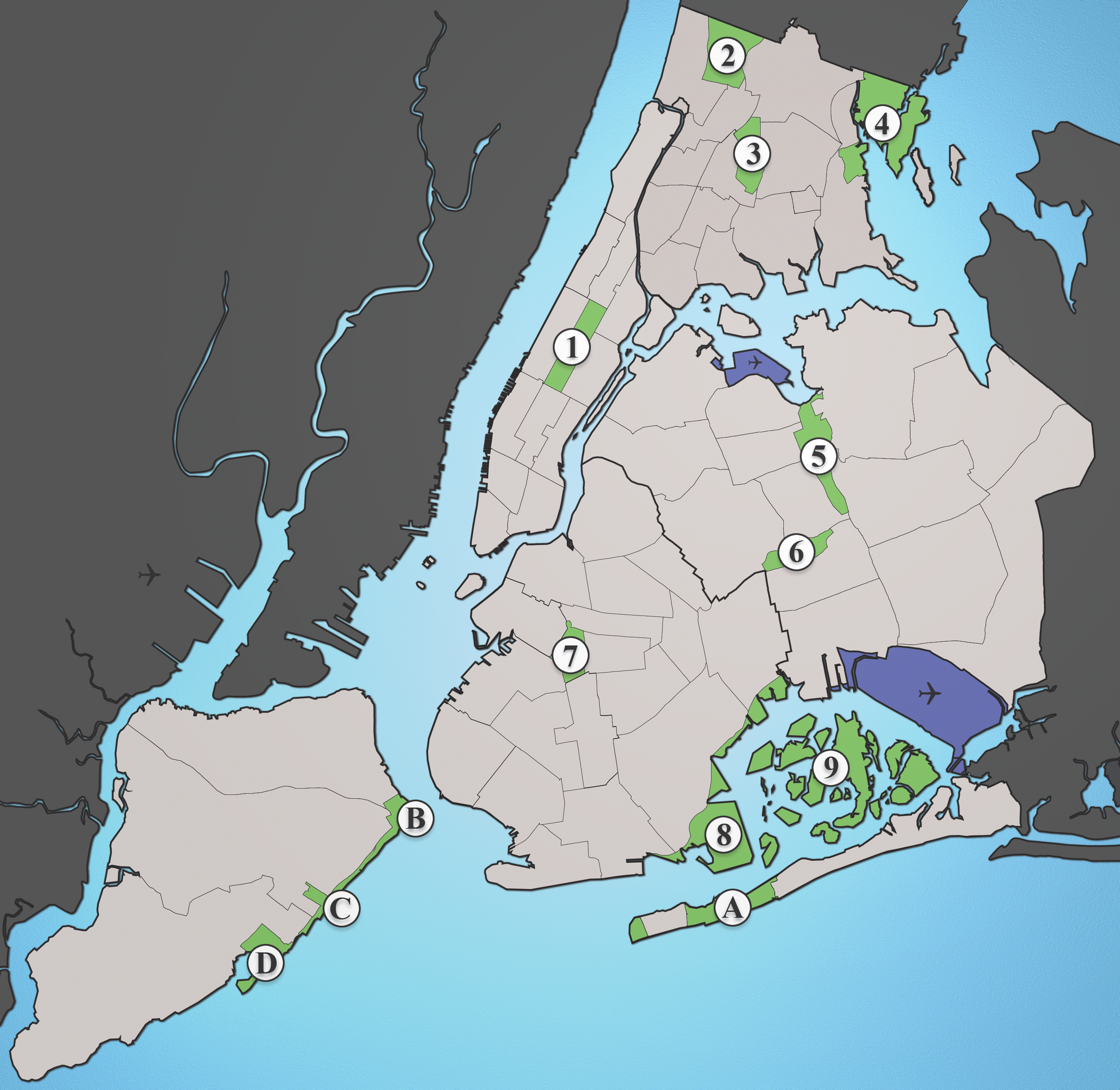
Van Cortlandt Park (nummer 2) op de kaart van New York

Het Van Cortlandt Park is een stadspark in het uiterste noorden van het stadsdeel The Bronx in New York. Het in 1888 geopende park valt onder het bestuur van het New York City Department of Parks and Recreation. Die beheren het park, met lokale steun van de Van Cortlandt Park Conservancy en de Friends of Van Cortlandt Park. De oppervlakte is circa 464 ha. Het is het op twee na grootste publiek park van New York, groter dan Central Park in Manhattan.
Het park is genoemd naar de familie Van Cortlandt, een 17e-eeuwse Nederlandse familie. In het park ligt het oude landhuis van de familie, in 1748 gebouwd door Frederick Van Cortlandt. Dit huis is tegenwoordig gekend als het Van Cortlandt House Museum en is tevens het oudste huis in The Bronx.
Ook de grootste vijver van The Bronx, Van Cortlandt Lake, en de oudste publieke golfbaan van het land liggen in het park.
In het park zijn ook restanten te vinden van een spoorlijn die er ooit doorheen liep. Deze spoorlijn was al aangelegd voordat er van een park sprake was en kwam dus later in het park te liggen. Het park had ook een eigen station: Van Cortlandt Park station. Op 29 mei 1958 reed de laatste reizigerstrein van de New York Central Railroad over deze lijn; de laatste goederentrein reed er in 1981.
Het park kan bereikt worden met metro-lijn 1 waar het noordelijk eindstation Van Cortlandt Park-242nd Street direct toegang geeft tot het park.